# Life on Mars? (Lied)
Life on Mars? (englisch für Leben auf dem Mars?) ist ein Lied des britischen Musikers David Bowie aus dem Jahr 1971.

## Hintergrund
1968 schrieben die französischen Komponisten Claude François und Jacques Revaux den französischen Chanson Comme d’habitude, der zunächst von Hervé Vilard gesungen wurde. Zu der Melodie verfasste Bowie einen englischen Text und betitelte das Stück Even a Fool Learns to Love. Bowies Version wurde jedoch niemals veröffentlicht. Wenig später kaufte Paul Anka die Rechte am französischen Original, schrieb es zu My Way um, das in der Interpretation von Frank Sinatra 1969 ein Welthit wurde. Dieser Erfolg von Ankas Version ärgerte Bowie, wie er in einer deutschen TV-Show später zugab, und veranlasste ihn, mit Life on Mars? eine Parodie auf Sinatras Aufnahme zu komponieren. In den Erläuterungen auf der Rückseite der Plattenhülle von Hunky Dory wies Bowie darauf hin, es sei Inspired by Frankie (dt.: inspiriert von Frankie).
Bowie erinnerte sich in einem Interview mit der Mail on Sunday:
„This song was so easy. Being young was easy… I took a walk to Beckenham High Street to catch a bus to Lewisham to buy shoes and shirts but couldn’t get the riff out of my head. Jumped off two stops into the ride and more or less loped back to the house up on Southend Road. Workspace was a big empty room with a chaise lounge; a bargain-price art nouveau screen (‚William Morris‘ so I told anyone who asked); a huge overflowing freestanding ashtray and a grand piano. Little else. I started working it out on the piano and had the whole lyric and melody finished by late afternoon.“
(dt.: Das Lied war so einfach. Jung sein war einfach … ich ging zur Beckenham High Street, um den Bus nach Lewisham zu nehmen, um Schuhe und Hemden zu kaufen, doch es gelang mir nicht, die Melodie aus meinem Kopf zu bekommen. Nach zwei Haltestellen lief ich mehr oder weniger zurück zum Haus in der Southend Road. Der Arbeitsraum war ein großes, leeres Zimmer mit einer Chaiselongue, einer Art Nouveau-Leinwand zum Sonderpreis (‚William Morris‘ erzählte ich jedem, der fragte), einem großen überquellenden freistehenden Aschenbecher und einem Konzertflügel. Wenig mehr. Ich begann es auf dem Klavier auszuarbeiten und hatte die ganze Komposition mit Text am späten Nachmittag fertig.)
Ein Kritiker unterstellte, das Lied wäre nach einer flüchtigen und schmerzvollen Affäre („a brief and painful affair“) mit der Schauspielerin Hermione Farthingale geschrieben worden. Auf einer Tournee 1990 stellte Bowie das Lied mit den Worten vor: „You fall in love, you write a love song. This is a love song“. (dt.: Du verliebst dich, du schreibst ein Liebeslied. Dies ist ein Liebeslied.)

## Inhalt
Der verwoben erzählte Liedtext handelt von einer sensiblen jungen Frau, die hofft, durch mediale Erlebnisse aus ihrem traumatischen Zuhause geholt zu werden; sie findet jedoch diese Erfahrung verwirrend und leer.
Bowie selbst drückte es so aus:
„I think she finds herself disappointed with reality… that although she’s living in the doldrums of reality, she’s being told that there’s a far greater life somewhere, and she’s bitterly disappointed that she doesn’t have access to it.“
(dt.: Ich denke, sie ist von der Wirklichkeit enttäuscht … obwohl sie in der Ruhezone der Wirklichkeit lebt, wird ihr erzählt, es gäbe irgendwo ein viel großartigeres Leben und sie ist bitter enttäuscht, dass sie dorthin keinen Zugang hat).

## B-Seite
The Man Who Sold the World ist ein Lied von Bowie, das bereits 1970 auf dem gleichnamigen Album veröffentlicht und für Life on Mars? für die Rückseite der Single 1973 verwendet wurde.
Am 8. Januar 1997 strahlte die BBC Radio 1 das Spezialprogramm „ChangesNowBowie“ aus. Die britische Musikjournalistin Mary Anne Hobbs befragte Bowie in dieser Sendung auch zu diesem Titel, den er wie folgt kommentierte: „I guess I wrote it because there was a part of myself that I was looking for. Maybe now that I feel more comfortable with the way that I live my life and my mental state (laughs) and my spiritual state whatever, maybe I feel there's some kind of unity now. That song for me always exemplified kind of how you feel when you're young, when you know that there's a piece of yourself that you haven't really put together yet. You have this great searching, this great need to find out who you really are“ (dt.: Ich denke, ich schrieb es, weil es da einen Teil von mir gab, nach dem ich suchte. Vielleicht fühle ich mich jetzt mit der Art, mein Leben zu leben, meinem Seelenzustand (lacht) und meinem geistigen Zustand, wohler, vielleicht fühle ich, dass dort jetzt eine Art Einklang ist. Dieses Lied veranschaulichte mir immer die Art wie du dich fühlst, wenn du jung bist, wenn Du weißt da ist ein Stück von dir selbst, das du noch nicht richtig zusammengesetzt hast. Du hast diese große Suche, dieses große Bedürfnis herauszufinden, wer Du wirklich bist).

## Besetzung
- Trevor Bolder: Bassgitarre
- David Bowie: Gesang
- Mick Ronson: Elektrische Gitarren, Mellotron, Geigenarragements
- Ken Scott – Produzent von Life on Mars? (A-Seite)
- Tony Visconti – Produzent von The Man Who Sold the World (B-Seite)
- Rick Wakeman: Klavier
- Mick Woodmansey: Schlagzeug

## Rezensionen
Die BBC Radio 2 beschrieb den Titel als eine Kreuzung zwischen einem Broadway-Musical und einem Gemälde von Salvador Dalí mit „one of the strangest lyrics ever“ (dt.: einer der seltsamsten Liedtexte überhaupt).
Der britische Musikjournalist Neil McCormick erstellte im Juni 2015 für die britische Tageszeitung The Daily Telegraph eine Rangliste der „100 Greatest Songs of All Time“ (dt.: 100 größten Lieder aller Zeiten), setzte Life on Mars? auf Platz 1 und beschrieb dies so:
„Gloriously strange sci-fi anthem. A stirring, yearning melody combines with vivid, poetic imagery to accomplish a trick very particular to the art of the song: to be at once completely impenetrable and yet resonant with personal meaning. You want to raise your voice and sing along, yet Bowie’s abstract cut-up lyrics force you to invest the song with something of yourself just to make sense of the experience, and then carries you away to a place resonant with intense, individual emotion. The magic and mystery of music and lyrics. It is something to behold.“
(dt.: Großartig merkwürdige Science-Fiction-Hymne. Eine ergreifende, sehnsüchtige Melodie, verbunden mit lebhafter, poetischer Symbolik vollendet die Kunst dieses Lieds: zunächst vollständig unzugänglich und doch im Widerhall mit persönlicher Bedeutung. Du willst deine Stimme erheben und mitsingen, doch Bowies abstrakter klein geschnittener Text zwingt dich dazu, das Lied mit etwas von dir selbst zu schmücken, eben um das Erlebnis zu spüren, und trägt dich dann davon zu einem Ort, voller starker, persönlicher Emotion. Der Zauber und das Geheimnis von Musik und Text. Es ist etwas zum Betrachten.)
In einer Umfrage im Jahr 2012 wurde Life on Mars? zu Bowies bestem Lied gewählt. Digital Spy, eine britische Internetseite für Unterhaltung und Medienneuigkeiten, veranstaltete die Umfrage und stellte fest, dass es wohl Bowies Erkennungsmelodie geworden sei.

## Kommerzieller Erfolg

### Chartplatzierungen
Life on Mars? erreichte bei seiner Erstveröffentlichung Rang drei der britischen Singlecharts und platzierte sich 13 Wochen am Stück in den Charts. In den 2000er-Jahren stieg es wieder unregelmäißg in die Charts ein und erreichte dabei im Januar 2016 nochmals Rang 16. Insgesamt platzierte es sich 18 Wochen in den Top 100.
| ChartsChartplatzierungen     | Höchstplatzierung | Wochen |
| ---------------------------- | ----------------- | ------ |
| Deutschland (GfK)            | 39 (3 Wo.)        | 3      |
| Schweiz (IFPI)               | 48 (1 Wo.)        | 1      |
| Vereinigtes Königreich (OCC) | 3 (18 Wo.)        | 18     |

### Auszeichnungen für Musikverkäufe
| Land/Region                  | Auszeichnungen für Musikverkäufe (Land/Region, Auszeichnung, Verkäufe) | Verkäufe |
| ---------------------------- | ---------------------------------------------------------------------- | -------- |
| Dänemark (IFPI)              | Gold                                                                   | 45.000   |
| Italien (FIMI)               | Platin                                                                 | 100.000  |
| Neuseeland (RMNZ)            | Platin                                                                 | 30.000   |
| Spanien (Promusicae)         | Gold                                                                   | 30.000   |
| Vereinigtes Königreich (BPI) | Platin                                                                 | 600.000  |
| Insgesamt                    | 2× Gold · 3× Platin ·                                                  | 805.000  |

Hauptartikel: David Bowie/Auszeichnungen für Musikverkäufe

## Coverversionen
Die Website Secondhandsongs.com listet mehr als 130 Coverversionen von Life on Mars, von Tony Christie über Rick Wakeman (der auch auf dem Original Klavier spielt) bis zum London Symphony Orchestra. Dave Thompson schreibt zu den Coverversionen von Interpreten wie Marti Webb, The King’s Singers, Barbra Streisand und (auf Schwedisch) Abbas Anni-Frid Lyngstad, sie alle hätten die Konnotationen des Songs nicht verstanden und ihn „zu kommerziellem Popmatsch degradiert“. Eine unveröffentlichte Aufnahme von Peter Noone hält er hingegen für „gefällig wohlklingend“.

## Trivia
Life on Mars? wurde am 6. Februar 2018 während des Erstflugs der Rakete Falcon Heavy gespielt, mit dem ein Elektro-Sportwagen auf eine Umlaufbahn in Richtung Mars befördert wurde. Daneben gab es weitere Anspielungen auf David-Bowie-Songs.
Life on Mars? inspirierte 2005 auch die britische Fernsehserie Life on Mars – Gefangen in den 70ern, das Lied wird auch mehrmals gespielt. In der Serie geht es um einen Polizisten, der von 2006 in der Zeit zurückgeworfen wird ins Jahr 1973 und sich anfangs nur schwer zurechtfindet und verzweifelt versucht, ins Jahr 2006 zurückzukommen. Kaum hat er es geschafft, muss er aber feststellen, dass ihm 1973 eigentlich besser gefällt als 2006.